# Cyclamen intaminatum
Cyclamen intaminatum là một loài thực vật có hoa trong họ Anh thảo. Loài này được (Meikle) Grey-Wilson mô tả khoa học đầu tiên năm 1988.

## Hình ảnh

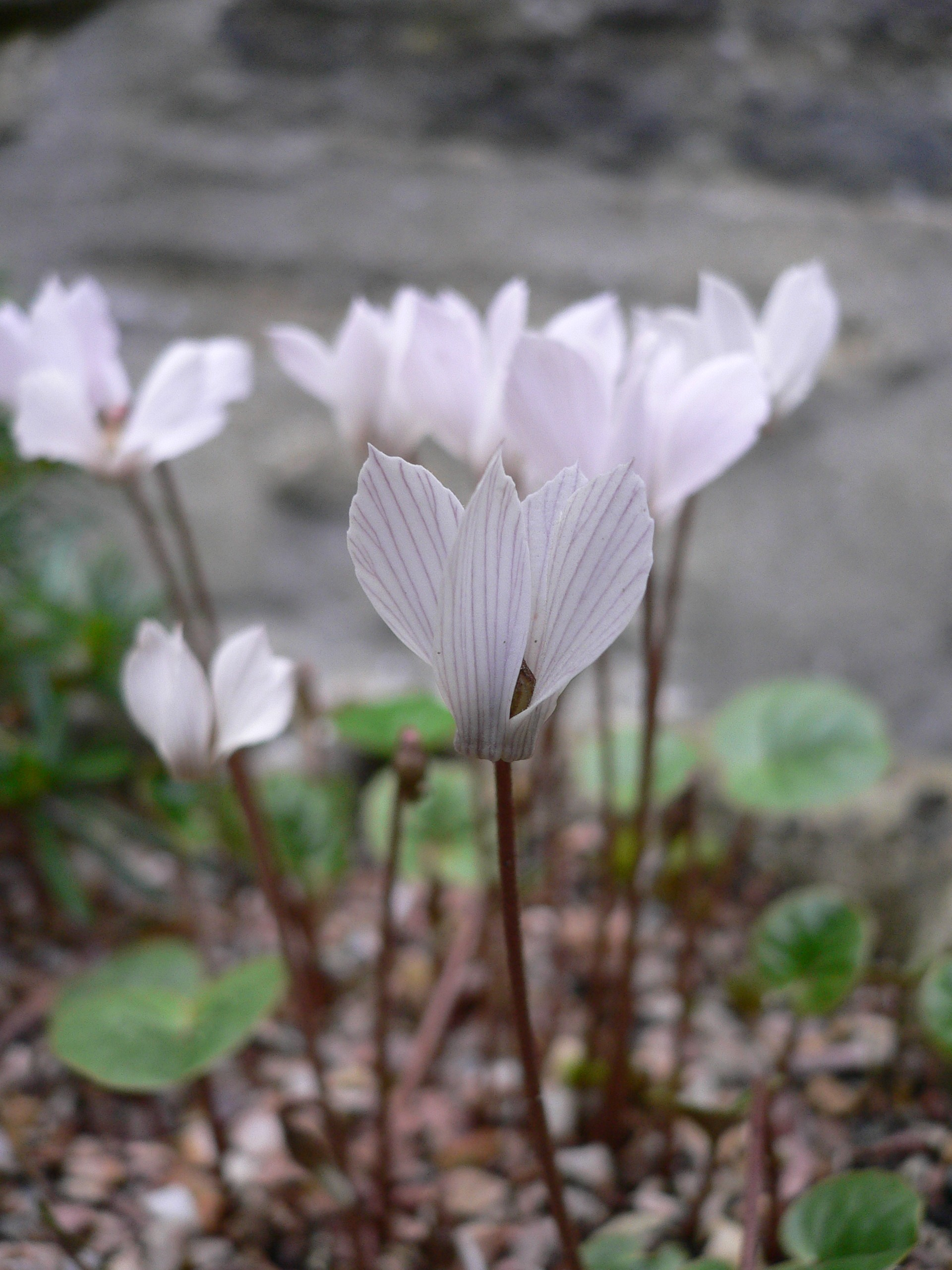
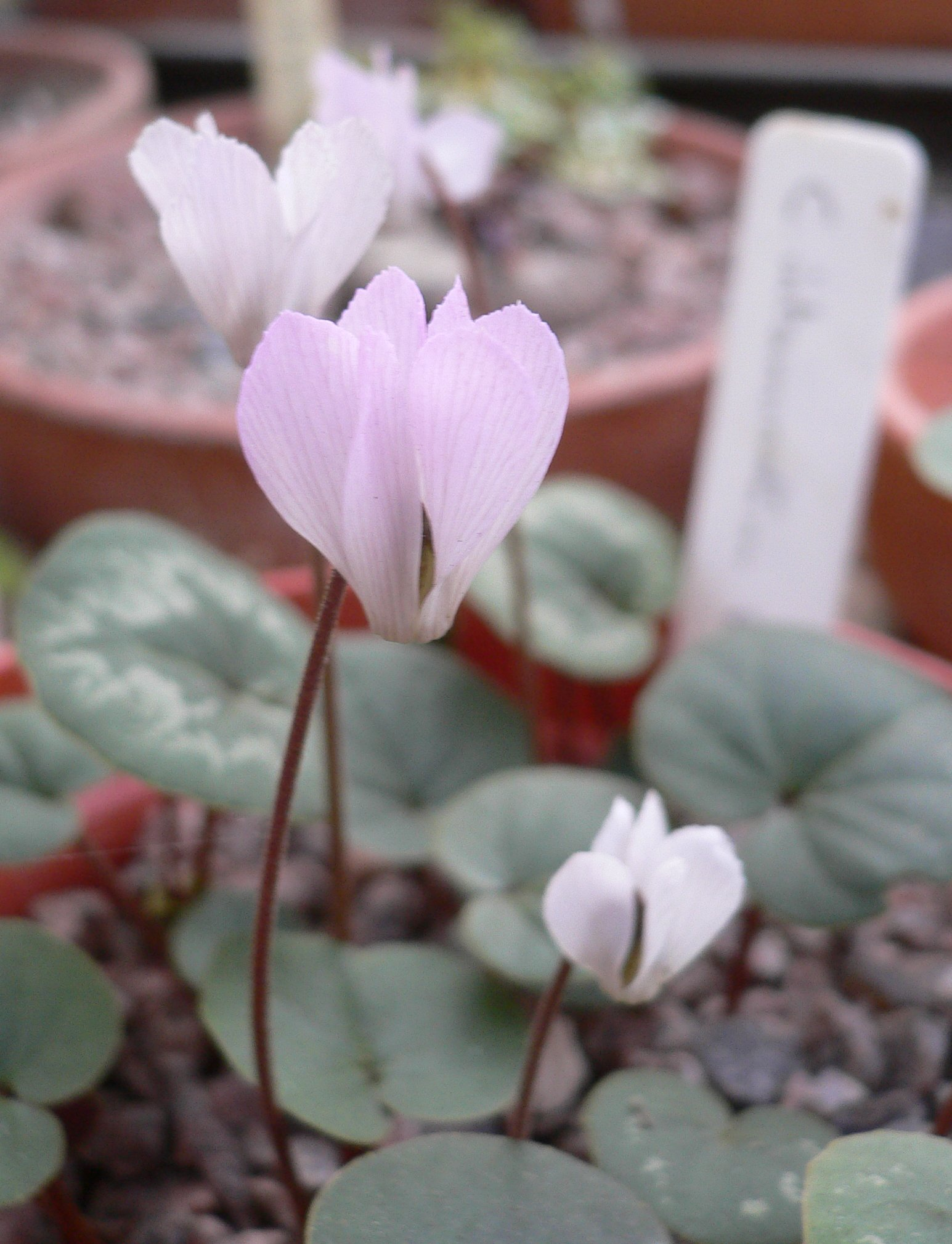